# Бостонская мэрия
Бостонская мэрия (англ. Boston City Hall) — здание муниципалитета в центре города Бостона (штат Массачусетс, США). В ней размещаются городские органы самоуправления.
В 1962 году был объявлен международный архитектурный конкурс проектов бостонской мэрии, проводившийся в два этапа. Из 256 конкурсных проектов победителем была признана модернистская работа архитекторов Герхарда Каллмана (профессора Колумбийского университета), Майкла Маккиннелла (аспиранта Колумбийского университета) и Эдварда Ноулза. Строительство началось в 1963 году и закончилось в 1968 году. В 1976 году в ратуше был устроен торжественный приём в честь английской королевы Елизаветы II.
Здание монолитное, из бетона. В нём девять этажей. Оно разделено на три секции. Первые четыре этажа доступны для посторонних людей. Здание, являющееся ярким образцом стиля брутализм, стало объектом споров, не завершающихся и по сей день. Его неоднократно включали в перечни самых уродливых зданий мира и США. В муниципалитет поступали обращения горожан с требованиями сноса ратуши или постройки нового здания мэрии в другом месте.
Здание вошло в список самых уродливых строений мира, заняв в нём первое место. Рейтинг был составлен по итогам голосования на сайте «Виртуальный турист» (2008). 